# Jonathan Katz
Jonathan Paul Katz (New York, 1946. december 1. –) Primetime Emmy-díjas amerikai humorista, színész és szinkronszínész. A Dr. Katz, Professional Therapist című animációs sorozat készítője és a címadó főszereplő hangja is. Ő Erik Robbins hangja is a Home Movies című rajzfilmsorozatban. A Hey, We're Back! című podcast vezetője.

## Élete
Zsidó családba született, egy budapesti bevándorló gyermekeként. Jó barátságban áll David Mamet szerzővel, akivel egy iskolába járt.
Eredetileg zenész és dalszerző volt. Volt egy bluesegyüttese "Katz and Jammers" néven, ezután Robin Williams 1979-es stand-up turnéjának zenei rendezője volt. 1998-ban megjelentetett egy albumot Brandon Project címmel.

## Karrierje
A Dr. Katz 1995-től 2002-ig futott a Comedy Centralon. A sorozatért Emmy-díjat nyert a "kiemelkedő szinkronhang" kategóriában. Ő a Raising Dad című sorozat készítője is. A hangja hallható a Home Movies című rajzfilmben is, illetve a Squidbillies-ben is, bár utóbbi esetében nem volt a neve feltüntetve a stáblistán. 
1999-ben szerződést kötött a Paramount Network Televisionnel.
2007-ben kiadott egy stand-up albumot, Caffeinated címmel. 2009-ben a Turbocharge: The Unauthorized Story of the Cars című dokumentum-vígjátékban szerepelt, amely a The Cars együttesről szól.
2011-ben az Explosion Bus című internetes sorozatban szerepelt. A sorozatot Tom Snyder készítette. 2014. szeptember 3-án Ken Reid "TV Guidance Counselor" című podcast-jában szerepelt.